# Jardim Monte Kemel
Jardim Monte Kemel é um bairro do distrito de Vila Sônia no Município de São Paulo.
O nome do bairro é herança dos antigos proprietários, e foi construído pela Imobiliária Kemel. A Imobiliária Kemel também foi responsável pelo loteamento de um outro bairro do município de São Paulo, o Cidade Kemel no distrito de Itaim Paulista. O Jardim Monte Kemel tem como limites a Avenida Professor Francisco Morato, ao norte, e a Rua Osiris Magalhães de Almeida, a Oeste, a Rua David Ben Gurion ao Sul, a Rua André Saraiva ao Leste. A Estação Terminal Vila Sônia da Linha Amarela fica localizada nos limites do bairro. Também vizinho ao bairro está o Parque da Chácara do Jockey. A EE Professor Pedro Fonseca é a principal instituição de ensino público dentro do bairro.  